# Gérard Depardieu, grandeur nature
Gérard Depardieu, grandeur nature é um documentário francês de 2015 dirigido por Richard Melloul e Renaud Messaguet. Foi co-produzido e exibido pelo canal France 5.

## Prêmios e indicações
Emmy Internacional 2016
- Melhor Programa Artístico (indicado)